# Lauro Olmo

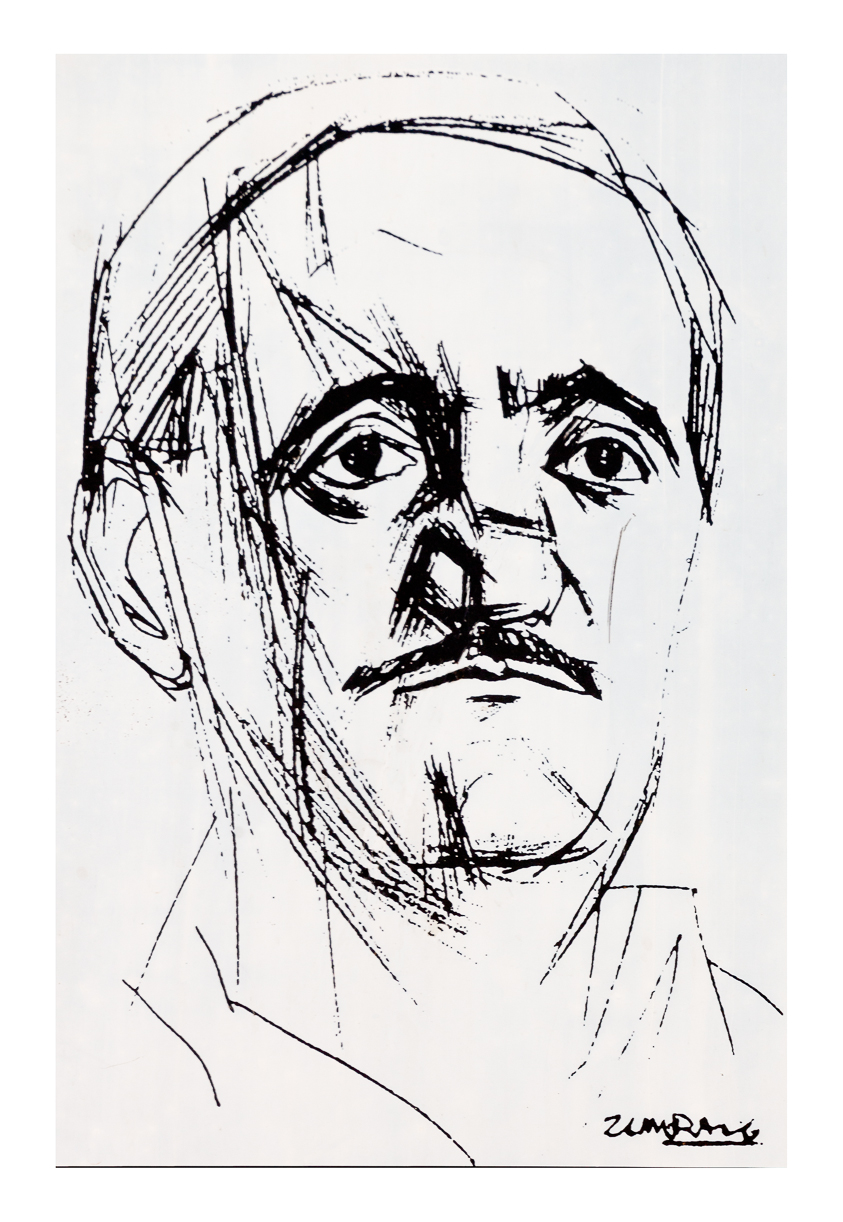
Lauro Olmo

Lauro Olmo Gallego (* 9. November 1922 in El Barco de Valdeorras; † 19. Juni 1994 in Madrid) war ein spanischer Schriftsteller.

## Leben
Olmo besuchte städtische Schulen in Madrid, wohin seine Familie aus Argentinien emigriert war. Sein Studium wurde durch den Spanischen Bürgerkrieg unterbrochen, und er erwarb seine weitere Bildung als Autodidakt. 1954 debütierte er als Autor von Gedichten und Kurzgeschichten, im Folgejahr erschien sein erstes Theaterstück El milagro. Für das Stück Doce cuentos y uno más wurde er mit dem Premio Leopoldo Alas ausgezeichnet.
Mit seinem bekanntesten Theaterstück La camisa, das 1962 uraufgeführt und in mehrere Sprachen übersetzt wurde, bewirkte Olmo den Durchbruch des teatro social in Spanien. In der Folge hatte er Probleme mit der Zensur; so wurde sein Stück La condecoración 1965 in Frankreich uraufgeführt und konnte erst ab 1977 in Spanien gespielt werden, La noticia (von 1963) wurde erstmals 1990 am Teatro Español Contemporáneo aufgeführt.
Neben vielen weiteren Theaterstücken verfasste Olmo u. a. Bearbeitungen von Stücken Bertolt Brechts sowie Kinderstücke mit seiner Frau, der Schriftstellerin Pilar Enciso. Für Asamblea General erhielten beide 1982 den Premio Manuel Espinosa y Cortina der Real Academia Española. 1993 war Olmo Finalist beim Premio Príncipe de Asturias de las Letras. Mit José Luis Gamboa verfasste Olmo das Drehbuch zu dessen Film Juego de hombres (1963). Sein Sohn ist der Archäologie Lauro Olmo Enciso. 

## Werke
- El milagro (1955)
- Doce cuentos y uno más
- La camisa (1962)
- La noticia (1963)
- La pechuga de la sardina (1963)
- La condecoración (1965)
- La condecoración (1965)
- El cuerpo (1966)
- El raterillo (1967)
- English Spoken (1967)
- El cuarto poder (1970)
- Historia de un pechicidio o la venganza de don Mauro (1974)
- Mare Nostrum (1982)
- Pablo Iglesias (1984)
- La jerga nacional (1986)
- Asamblea General
- El león engañado